# Susannah Mushatt Jones
Susannah Mushatt Jones (* 6. Juli 1899 im Lowndes County, Alabama; † 12. Mai 2016 in New York City, New York), genannt Miss Susie, war eine US-amerikanische Altersrekordlerin.

## Rekordhalterin
Vom 17. Juni 2015 bis zu ihrem Tod im Alter von 116 Jahren und 311 Tagen galt sie von der Gerontology Research Group und vom Guinness-Buch der Rekorde offiziell anerkannt als ältester lebender Mensch. Zudem gehörte sie gemeinsam mit der sie überlebenden Italienerin Emma Morano zu den beiden letzten lebenden Menschen, die vor dem Jahr 1900 geboren wurden. In der Liste der ältesten Menschen belegte sie zum Zeitpunkt ihres Todes die sechste Position und war nach der 1999 verstorbenen Sarah Knauss (119 Jahre und 97 Tage) der zweitälteste Mensch aus den Vereinigten Staaten.

## Leben
Susannah Mushatt wurde 1899 als drittes von elf Kindern einer Familie von Farmpächtern in einer Kleinstadt im US-Bundesstaat Alabama geboren. Ihre Großeltern hatten noch in Sklaverei gelebt. Sie besuchte die Calhoun Colored School in Calhoun, Alabama, zu deren damaligen Kuratoren Booker T. Washington gehörte. Eine nach dem Highschool-Abschluss geplante Lehrerausbildung an der Tuskegee University musste sie aus finanziellen Gründen aufgeben. Sie zog 1922 zunächst nach New Jersey und bereits ein Jahr später nach New York, wo sie als Haushälterin und Kindermädchen arbeitete. Gemeinsam mit anderen gründete sie dort einen Bildungsfonds, um schwarzen Frauen über ein Stipendium den Zugang zu Colleges zu ermöglichen. Im Jahr 1928 heiratete sie Henry Jones, von dem sie sich 1933 wieder scheiden ließ. Seit 1965 war sie Rentnerin. Im Alter von 100 Jahren erblindete sie infolge eines unbehandelten Glaukoms. Sie starb am 12. Mai 2016 nach mehrtägiger Krankheit in einem Altersheim im New Yorker Stadtteil Brooklyn. Susannah Mushatt Jones blieb kinderlos, zählte jedoch mehr als 100 Nichten und Neffen zu ihrer Verwandtschaft.